# Henry FitzRoy (1er duc de Grafton)
Pour les articles homonymes, voir Henry FitzRoy.
Henry FitzRoy (28 septembre 1663 – 9 octobre 1690), 1er duc de Grafton, est un aristocrate et militaire anglais du XVIIe siècle.

## Biographie
Henry FitzRoy est le fils illégitime du roi Charles II d'Angleterre par Barbara Villiers, 1er duchesse de Cleveland.
En août 1672, il épouse Isabella, la fille et héritière d'Henry Bennet, 1er comte d'Arlington, et d'Elisabeth van Nassau-Beverweert. De cette union naît Charles FitzRoy, 2e duc de Grafton. La princesse Diana descend des ducs de Grafton.
Au moment de son mariage, Henry est créé baron Sudbury, vicomte Ipswich, et comte d'Euston ; en 1675 il est fait duc de Grafton. Charles II le fait chevalier de la Jarretière en 1680. Il est nommé colonel des Grenadier Guards en 1681.
Jeune, il entre et sert dans la Royal Navy, il participe au siège de Luxembourg en 1684, pendant la guerre des Réunions. La même année, il reçoit un mandat pour remplacer Sir Robert Holmes comme gouverneur de l'île de Wight, lorsque ce dernier est inculpé d'inciter les passe-volants. Cependant, Holmes est acquitté par la cour martiale et conserve son gouvernorat.
Au couronnement du roi Jacques II, le duc de Grafton occupe la charge de Lord High Constable. Pendant le soulèvement conduit par le duc de Monmouth, il commande les troupes royales dans le Somerset ; cependant, il imite par la suite John Churchill, et rejoint Guillaume d'Orange déterminé à renverser le roi (le propre oncle de FitzRoy) pendant la Révolution de 1688.
Il décède à 27 ans des suites d'une blessure reçue au siège de Cork, alors qu'il conduisait les forces orangistes.